# Купина (село)
Ку́пина — село в Україні, у Прилуцькому районі Чернігівської області. Населення становить 96 осіб. Входить до складу Парафіївської селищної громади.

## Географія
Село Купина знаходиться на відстані 1,5 км від села Проліски і селища Качанівка.
По селу протікає пересихаючий струмок з загатою.